# Basket (Zeitschrift)
Basket (Eigenschreibweise BASKET) ist eine deutschsprachige Basketballzeitschrift. Der Untertitel lautet „Deutschlands größtes Basketball-Magazin“. Der Sitz der Redaktion befindet sich im Kölner Stadtteil Mülheim. Basket erscheint seit 1994 zehnmal jährlich und war zu jenem Zeitpunkt das erste deutsche Magazin, das sich umfassend dem Basketballsport widmet. Basket ist seit der zweiten Ausgabe 2007 das offiziell von der NBA lizenzierte Magazin in Deutschland und war nach eigenen Angaben mit einer verkauften Auflage von 22.428 (IVW Q3/2007) Exemplaren Marktführer vor dem Hauptkonkurrenten Five. Laut der Mediadaten 2019 von Basket beträgt die verbreitete Auflage 20.000 Exemplare.
Bei der Verleihung des Deutschen Sportjournalistenpreises 2017 wurde das Magazin auf den 3. Platz in der Kategorie „Beste Sportfachzeitschrift“ gewählt.